# Zelindopsis nitidicauda
Zelindopsis nitidicauda är en tvåvingeart som först beskrevs av Charles Howard Curran 1940.  Zelindopsis nitidicauda ingår i släktet Zelindopsis och familjen parasitflugor. Inga underarter finns listade i Catalogue of Life.